# Théorie de la mélanine

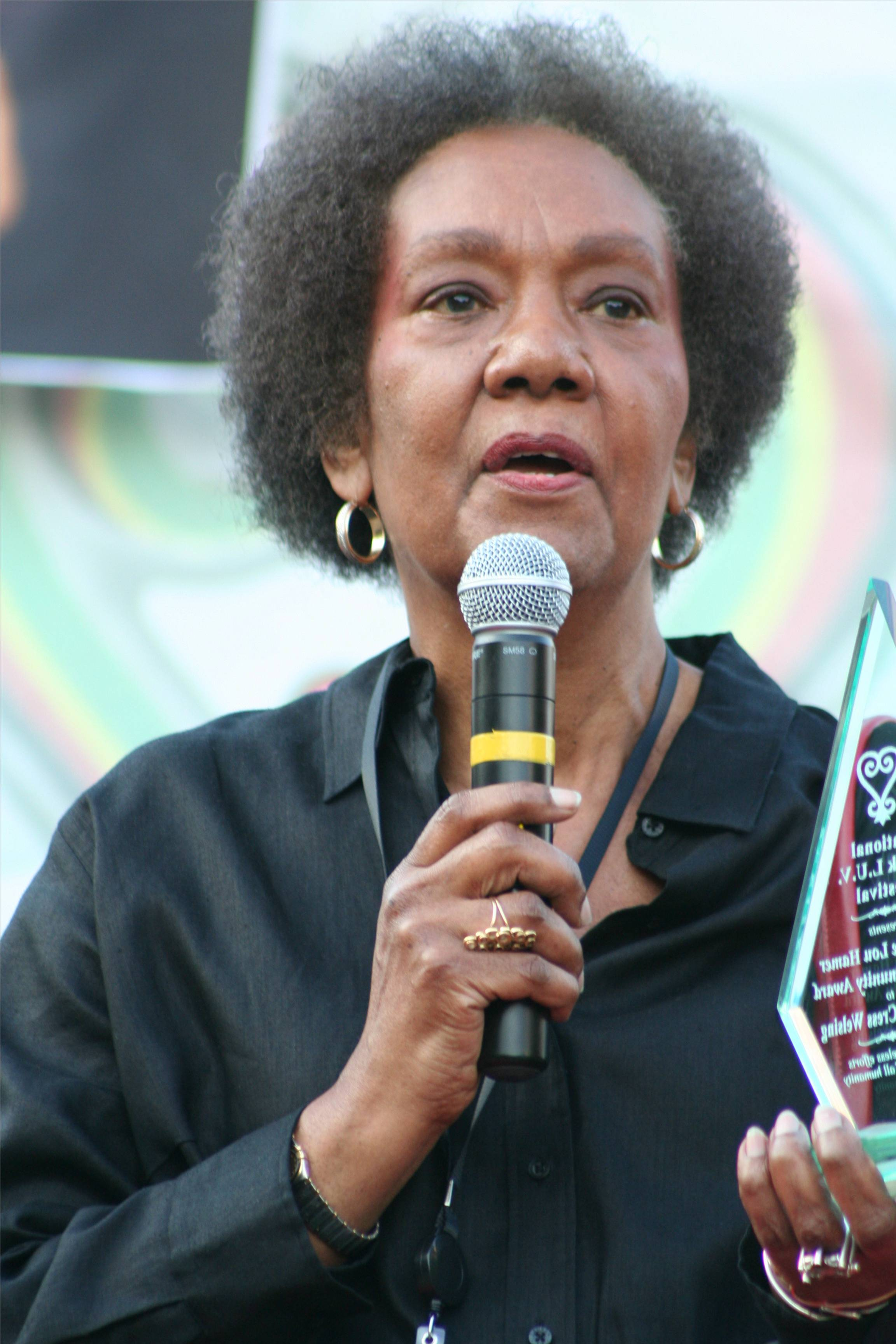
Frances Cress Welsing est l'une des promotrices de cette thèse pseudo-scientifique.

La théorie de la mélanine (Melanin Theory) est une théorie pseudo-scientifique, raciste et suprémaciste selon laquelle le taux plus élevé de mélanine des individus à la peau foncée leur donne un avantage physique, spirituel et intellectuel,,,,.

## Pseudo-science
Certains auteurs afrocentristes des États-Unis prêtent à la mélanine des propriétés non reconnues par la science, établissant des liens erronés entre mélanine et capacités cognitives, créativité, équilibre psychologique, capacités motrices, voire entre mélanine et pouvoirs surnaturels. Selon Bernard Ortiz De Montellano, les théoriciens de la mélanine se servent de la littérature scientifique de manière non pertinente et/ou biaisée pour justifier leurs assertions afrocentristes. Une des théories les plus communes est que les blancs sont des mutants (albinos ou issus d'une mutation récessive de la mélanine),.
D'après différents auteurs se réclamant de l'afrocentrisme, c'est à tort que cette théorie pseudo-scientifique est présentée comme relevant de ce courant. D'après Molefi Kete Asante, le rapprochement qui est fait entre la théorie de la mélanine et l'afrocentrisme est un procédé utilisé par les opposants à l'afrocentrisme pour discréditer celui-ci.

## Leonard Jeffries
La théorie de la mélanine est soutenue par Leonard Jeffries, professeur au City College of New York, qui, selon Time Magazine, « croit que la mélanine, le pigment de la peau foncée, donne aux noirs une supériorité intellectuelle et physique sur les blancs ».

## Théoriciens de la mélanine
- Frances Cress Welsing, psychiatre[10]
- Leonard Jeffries, chairman des African American Studies au City College de New York[11]
- Wade Nobles, professeur d'African Studies à l'Université d'État de San Francisco[12]
- Richard King, psychiatre (mort en 2013)[13]
- Na'im Akbar, psychologue clinicien[12]
- Nsenga Warfield-Coppock, biologiste[10]